# Jenna Dreyer
Jenna Louise Dreyer (* 7. Februar 1986 in Port Elizabeth) ist eine ehemalige südafrikanische Wasserspringerin. Sie startete im Kunstspringen vom 1-m- und 3-m-Brett und im 10-m-Turmspringen. Sie nahm an zwei Olympischen Spielen teil.
Dreyer begann das Wasserspringen im Alter von fünf Jahren beim Verein Neptune Diving Club in ihrer Heimatstadt. Im Alter von 15 Jahren zog sie in die Vereinigten Staaten, wo sie bessere Trainingsbedingungen vorfand. Ihre ersten internationalen Titelkämpfe bestritt Dreyer schließlich bei der Weltmeisterschaft 2003 in Barcelona, wo sie in allen drei Einzelwettbewerben antrat, aber jeweils im Vorkampf ausschied. Im folgenden Jahr nahm sie in Athen an ihren ersten Olympischen Spielen teil. Vom 3-m-Brett zog sie ins Halbfinale ein und belegte Rang 17, vom 10-m-Turm schied sie im Vorkampf aus. In der Folgezeit konzentrierte sich Dreyer auf das Kunstspringen. Bei der Weltmeisterschaft 2005 in Montreal erreichte sie vom 3-m-Brett das Halbfinale und erzielte damit ihr bestes WM-Ergebnis. Weniger erfolgreich verlief die folgende Weltmeisterschaft in Melbourne, wo Dreyer vom 1-m- und 3-m-Brett jeweils im Vorkampf ausschied. Auch bei den Olympischen Spielen 2008 in Peking belegte Dreyer vom 3-m-Brett nur Rang 28 im Vorkampf. Nach den Spielen beendete sie ihre aktive Karriere.
Dreyer hat zwischen 2004 und 2008 an der University of Miami studiert, sie startete unter Trainer Ableman Randy für das Sportteam der Universität, den Hurricanes. Dreyer erreichte insgesamt zwei Medaillen bei Collegemeisterschaften.